# Сильверман, Дэвид (активист)
Дэвид Сильверман (англ. David Silverman; род. 13 августа 1966, Марблхед, Массачусетс, США) — американский адвокат, ранее занимал пост президента Американских атеистов, некоммерческой организации, направленной на поддержку прав атеистов и устранение выраженного влияния религии в обществе, в том случае, когда это интерпретируется как нарушение Первой поправки к Конституции США.

## Карьера
Дэвид Сильверман впервые начал открыто сомневаться в религии ещё в школе, в интервью он часто упоминает, что стал атеистом в возрасте шести лет. Хотя он никогда не запирался в своем неверии, он был вынужден это сделать на своей Бар-мицве. Он называет это поворотным событием в своей жизни, когда он решил не лгать о своем атеизме снова, потому что ему пришлось, стоя на сцене, сказать всем, кого он знает, что он верил в Бога. Семнадцать лет спустя его отец признался в том, что он тоже был атеистом. Сильверман получил степень бакалавра в области информатики в Университете Брандейса и степень магистра бизнес-администрирования в торговле в Университете штата Пенсильвания. В течение восьми лет работы профессиональным изобретателем в Bell Labs он получил 74 патента, кроме того являлся автором статей, в том числе и для Inventors Digest.
Сильверман начал работать с Американскими атеистами с 1996 года, выполняя различные функции, в том числе был директором отделения в Нью-Джерси, директором по коммуникациям, вице-директором. 16 сентября 2010 года он был избран директором Американских атеистов, сменив на посту Эда Бакнера. Сильверман также является одним из организаторов телевизионной программы Atheist Viewpoint (рус. Атеистическая точка зрения), пишет для No-God Blog, посещает акции протеста, дебаты и конференции, посвященные атеизму и свободомыслию по всей стране.
В апреле 2018 года Дэвид Сильверман был уволен с поста президента Американских атеистов после внутреннего расследования, которое вменяло ему обвинения в сексуальных домогательствах и финансовых конфликтах. Сам Сильверман отрицает любое неправомерное поведение.

## Выступления в СМИ
Во время своего пребывания на посту директора по коммуникациям и вице-президента Американских атеистов Сильверман сделал всего несколько выступлений, но их количество возросло после того, как он стал президентом. Рекламная кампания атеистического осознания в декабре 2010 года вызвала споры и увеличила воздействие средств массовой информации на организацию. В результате этой кампании Сильверман появился в ряде телевизионных шоу, начиная с конца 2010 года, прежде всего в The O’Reilly Factor 4 января 2011 года.
Именно под руководством Сильвермана группа Американских атеистов препятствовала сохранению крестообразного остова из стальных балок Всемирного торгового центра. Сильверман выразил свою точку зрения следующим образом:
Крест Всемирного торгового центра стал Христианской иконой. Он был благословлен с помощью так называемых святых и представлен в качестве напоминания того, что их Бог, который не обеспокоился тем, чтобы остановить террористов или предотвратить убийство 3000 человек во имя себя, озаботился только тем, чтобы даровать нам какие-то обломки, напоминающие крест.
В 2011 году Сильверман принял участие и выступил на национальном съезде Американских атеистов в Де-Мойне, штат Айова. Во время своего выступления он объявил о митинге Разума, запланированного на весну 2012 года. 24 марта 2012 года митинг Разума состоялся на Национальной аллее в городе Вашингтоне.
28 октября 2011 года Дэвид Сильверман и Динеш Д’Суза принимали участие в дебатах о выгоде и целесообразности христианства для США.

## Личная жизнь
Сильверман был женат в течение двадцати лет на издателе Хильде Сильверман, которая является активной прихожанкой в иудаизме. В браке у них родилась одна дочь.
В штате Нью-Джерси есть возможность самостоятельно подобрать себе автомобильный номер из комбинации цифр и букв, но когда Сильверман запросил номерной знак с комбинацией ATHE1ST, Комиссия по управлению автотранспортными средствами Нью-Джерси признала его «нежелательным». После поданной апелляции номерной знак был всё-таки выпущен.